# Tereza Kostková
Tereza Kostková (* 14. června 1976 Praha) je česká herečka a moderátorka, dcera herce Petra Kostky a herečky Carmen Mayerové.

## Životopis
Po absolvování pražské jazykové základní školy v Ostrovní ulici a po studiu pedagogické školy studovala Vyšší odbornou školu hereckou (ročník vedený Eliškou Balzerovou a Ivanem Jiříkem). Absolvovala (DiS.) např. v inscenacích Ej lásko, lásko a Veslo a růže, ve které jednak hrála, jednak upravila předlohu hry a byla choreografkou.
V letech 1997–1999 působila v Západočeském divadle v Chebu a v letech 1999–2014 v pražském Divadle pod Palmovkou. Spolupracuje s poetickou kavárnou Viola.
Působí společně s Markem Ebenem coby moderátorka taneční show České televize StarDance ...když hvězdy tančí.
V roce 2009 moderovala soutěž Duety… když hvězdy zpívají spolu s Alešem Hámou.
Kromě toho se objevila v seriálech Ordinace v růžové zahradě a Jedna rodina na TV Nova, Proč bychom se netopili na ČT a Cesty domů na Primě.
Tereza Kostková a její otec Petr Kostka jsou po svém dávném předkovi, herci Hynku Muškovi, vzdálenými příbuznými příslušníků hereckého rodu Hrušínských.
V roce 2006 se provdala za divadelního režiséra a manažera Petra Kracika, se kterým má syna Antonína (*21. 6. 2007). Rozvedli se roku 2015. Od roku 2018 je podruhé vdaná za Jakuba Nvotu (*4. října 1977).

## Divadlo

### Vybrané divadelní role
- Divadlo pod Palmovkou
  - Utrpení mladého Werthera (Lota)
  - Vláda tmy (Akulina)
  - Figarova svatba (Fanynka)
  - Amadeus (Kateřina)
  - 1992 – O myších a lidech (Curleyová)
  - 1999 – Edith a Marlene (Momon)
  - 2001 – Ubohý vrah (Druhá herečka)
  - 2003 – Cyrano z Bergeracu
  - 2004 – Přes přísný zákaz dotýká se sněhu (Ester)
  - 2005 – Višňový sad
  - 2005 – Skvrny na slunci (Tereza)
  - od 2006 Ještě jednou, profesore (Nataša) – vystupuje v alternaci
  - 2007–2011 Gazdina roba (Eva)
  - od 2009 Cyrano z Bergeracu (Roxana)
  - 2011–2012 – Svatá Jana (Jana)
- Divadlo Viola
  - 2003–2014 (obnovená premiéra 2010) – Bílé noci (Ze vzpomínek Snílka) (Nastěnka)
  - od 2005 – Hodně smíchu a pár slz aneb Co život dal a vzal Betty MacDonaldové (Betty MacDonaldová)
- Divadlo v Rytířské
  - od 2012 – Frankie & Johnny
- Divadlo Radka Brzobohatého
  - 2003 – Miluji tě, ale...
- Divadlo Broadway
  - 2006 – Ginger a Fred
- Divadlo Miriam
  - Bílé noci (Nastěnka)
- Palác Blaník
  - 2013 – Miluju tě, ale
  - 2004 – Pokrevní bratři
- Divadlo u Hasičů
  - 2001 – Čokoládový hrdina (Rajna)
- Karlovarské městské divadlo
  - 2016 – Karel IV. aneb Strasti Otce vlasti (královna Eliška Přemyslovna)

## Filmografie

### Herecká filmografie
- 1996 – Lékárníkových holka (Alma)
- 1997 – Rodinné šperky
- 1997 – Bakaláři 1997
- 1999 – Cesta bez průvodce - studentský film (Daniela Brázdilová)
- 2003 – Četnické humoresky (Amálie)
- 2004 – 2008 - Pojišťovna štěstí (Andrea Krausová, sestra Tomáše)
- 2005 – Bazén (Danuše Holubová)
- 2006 – Všechno nejlepší! (Evička)
- 2007 – Paní z Izieu (archivářka CDJC)
- 2008 – 10 způsobů lásky
- 2009 – Proč bychom se netopili (Lída)
- 2009 – Mejdan roku z obýváku
- 2010 – Zatímco jsi psal - studentský film
- 2010 – Rodinka (Žofie)
- 2010 – 2011 - Ordinace v růžové zahradě (MUDr. Monika Mandlová)
- 2010 – Cesty domů (Bára Vítková)
- 2011 – Tajemství staré bambitky (královna Olivie)
- 2012 – Obchoďák (ředitelka obchodního centra Vanda Plavcová)
- 2012 – Líbáš jako ďábel (Monika)
- 2014 - Vinaři (Kateřina Hýsková)
- 2016 – Bezva ženská na krku (Klára)
- 2017 – Temný Kraj (MVDr. Tereza Coufalová)
- 2017 – Specialisté
- 2017 – Inspektor Max (Blažíčková)
- 2019 – Ženy v běhu (Marcela)
- 2019 – Léto s gentlemanem
- 2020 – Můj příběh (Helena)
- 2021 – Hvězdy nad hlavou (Lucie Boučková)
- 2021 – V létě ti řeknu, jak se mám
- 2022 – Hlavne veľa lásky
- 2023 – Jedna rodina (Petra Tejkalová)

### Dokumentární
- 2013 – Pojďte dál

### TV pořady
- od 1993 O poklad Anežky České
- od 1994 – Snídaně s Novou
- od 1997 Bolkoviny (2007)
- Sama doma
- Věšák
- 2005 – Banánové rybičky
- 2005 – Uvolněte se, prosím
- 2006 – StarDance ...když hvězdy tančí
- 2007 – Vánoční posezení u muziky
- 2007 – Maxi Clever
- 2007 – StarDance ...když hvězdy tančí
- 2008 – Hvězda mého srdce
- 2008 – Hvězdný reportér
- 2008 – Top star magazín
- 2008 – StarDance ...když hvězdy tančí
- 2009 – Top star magazín
- 2009 – Všechnopárty
- 2009 – Silvestr 2009 - Pojďte dál...
- 2009 – Duety… když hvězdy zpívají
- 2010 – Zázraky přírody
- 2010 – Top star magazín
- 2010 – VIP zprávy
- 2010 – StarDance ...když hvězdy tančí
- 2011 – VIP zprávy
- 2011 – Show Jana Krause
- 2011 – Splněná přání - Srdce pro děti
- 2011 – Souboj seriálů... vy rozhodnete!
- 2011 – VIP Prostřeno
- 2011 – Silvestr 2011
- 2011 – Pokondr live
- 2012 – Večer plný hvězd
- 2012 – VIP zprávy
- 2012 – TýTý 2011
- 2012 – Srdce pro děti
- 2012 – Grandfestival smíchu
- 2012 – StarDance ...když hvězdy tančí
- 2013 – Tajemství rodu
- 2013 – TýTý 2012
- 2013 – Televizní legendy
- 2013 – Sejdeme se na Cibulce
- 2013 – Polívka na víně
- 2013 – Nejlepší scénka
- 2013 – Máme rádi Česko
- 2013 – StarDance ...když hvězdy tančí

### TV dokument
2008 – Po stopách hvězd (TV seriál)
2009 – České milování (TV seriál)
2009 – Tajemství celebrit (TV film)
2017 – Večer lidí dobré vůle - Velehrad 2017 (koncert) – moderování

### Dabing
- 20xx – Ženy – Brigitte Bardotová (Clara)
- 2009 – G-Force – Penélope Cruz (Juarézová)
- 2015 – Alenka - dívka, která se nestane – Aleksandra Ursulyaková (paní Angelina)